# Eta Aquilae
Eta Aquilae é um sistema de estrelas múltiplas na constelação equatorial de Aquila, a águia. Seu nome é uma designação de Bayer que foi latinizado de η Aquilae e abreviado como Eta Aql ou η Aql. Essa estrela já fez parte da antiga constelação Antínoo. Sua magnitude visual aparente varia entre 3,49 e 4,3, tornando-a um dos membros mais brilhantes de Aquila. Com base em medições de paralaxe estelar realizadas pela sonda Gaia em sua terceira divulgação de dados (DR3), essa estrela está localizada a uma distância de aproximadamente 272 parcecs (890 anos-luz). O componente primário é uma variável clássica do tipo Cefeida.

## Sistema
O sistema η Aquilae contém pelo menos duas estrelas, provavelmente três. A estrela primária η Aql A é de longe a mais brilhante e domina o espectro. Um excesso de ultravioleta na distribuição da energia espectral sugere a presença de uma companheira quente e tênue, η Aql B, que foi ajustada ao tipo espectral B8,9 V. O tipo espectral fracionado é um artefato da matemática usada para modelar o espectro, não uma indicação de características espectrais específicas intermediárias entre B8 e B9. As medições de velocidade radial não encontraram um ajuste satisfatório, o que sugere que a órbita de η Aql B pode estar voltada de frente para nós, ou ser muito extensa.
Uma companheira estelar foi detectada visualmente com uma separação angular de 0,66 segundos de arco, com medições indicando um tipo espectral entre F1 e F5. Parece provável que a estrela quente detectada no espectro esteja mais próxima e não seja distinguível individualmente. A companheira distinguida visualmente ainda não foi demonstrada como fisicamente associada, mas estima-se que teria um período orbital de quase mil anos. Medições com os sensores de orientação fina do telescópio espacial Hubble mostram variações provavelmente causadas por movimento orbital em uma escala de dois anos, então η Aql parece ser um sistema triplo.
Na distância de Eta Aquilae (272 pc), seu brilho aparente é reduzido em 0,74 magnitudes devido à extinção causada por poeira interestelar entre a Terra e a estrela.

## Variável do tipo Cefeida

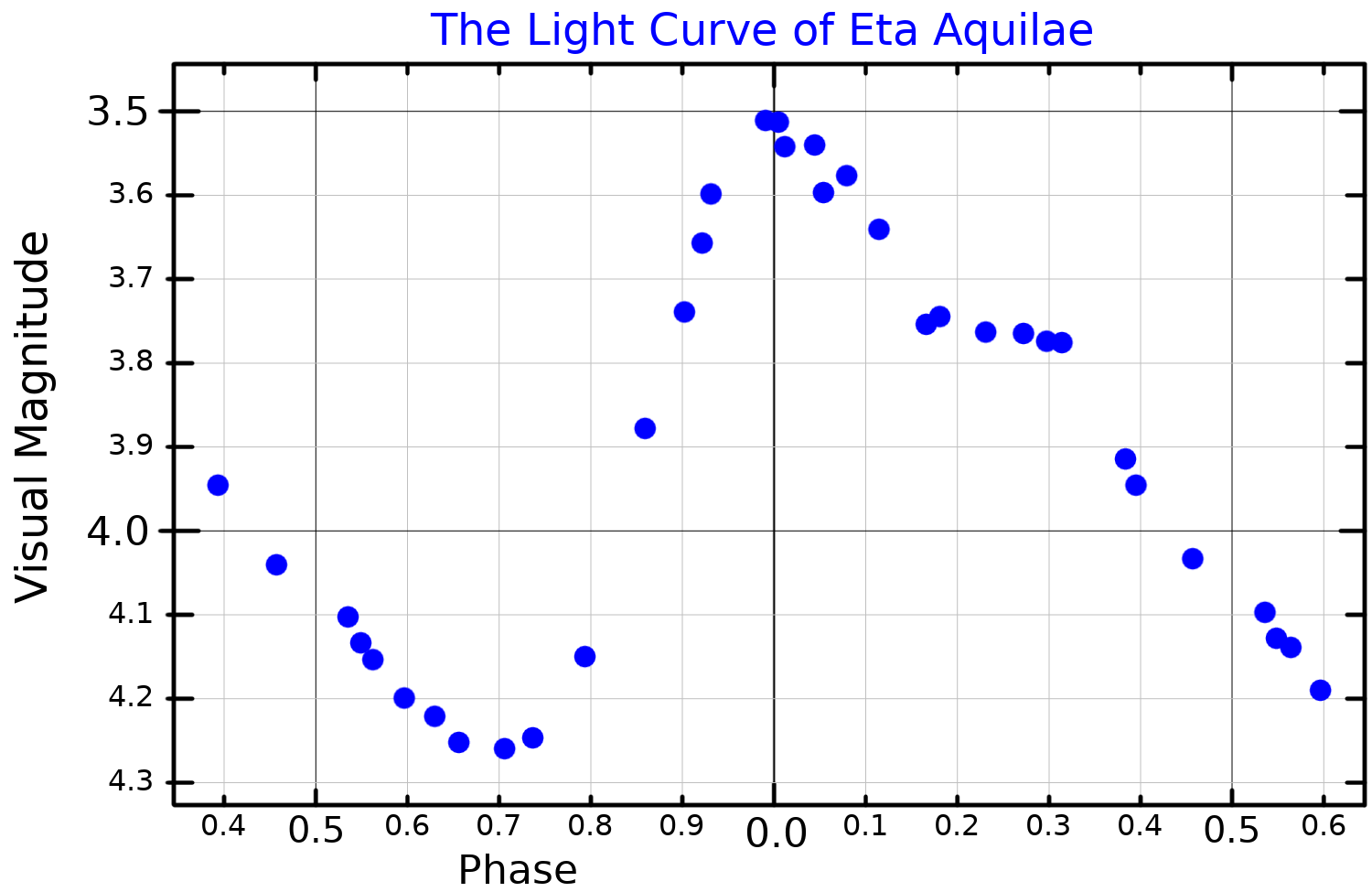
Uma curva de luz na banda visual para η Aquilae, adaptada de Kiss (1998)

η Aquilae A é uma estrela variável do tipo Cefeida, descoberta por Edward Pigott em 1784. Ela tem uma magnitude aparente que varia de 3,49 a 4,3 em um período de 7,177 dias. Juntamente com Delta Cephei, Zeta Geminorum e Beta Doradus, é uma das Cefeidas mais proeminentes a olho nu; ou seja, tanto a própria estrela quanto a variação de seu brilho podem ser percebidas sem auxílio óptico. Algumas outras Cefeidas como Polaris são brilhantes, mas apresentam apenas uma pequena variação de brilho.
Essa estrela massiva, com idade entre 100 e 200 milhões de anos, já consumiu o hidrogênio em seu núcleo e evoluiu para uma estrela supergigante, com classificação estelar básica F6 Iab. As pulsações periódicas dessa estrela fazem com que sua classe estelar varie entre F6,5Ib e G2Ib ao longo de cada ciclo.
Comparada ao Sol, Eta Aquilae possui cerca de 6 vezes a massa, 60 vezes o raio e emite 3.400 vezes mais luminosidade. Essa energia é emitida a partir da camada externa com uma temperatura efetiva de 5.700 K, conferindo-lhe um brilho amarelado-esbranquiçado característico de uma estrela do tipo G. O raio da estrela varia em 4,59×106 km durante o ciclo de pulsação. Em comparação com estrelas vizinhas, essa estrela possui uma elevada velocidade peculiar de 16,7±6,9 km s−1.

## Nome
Na astronomia chinesa, 天桴 (Tiān Fú), que significa Baqueta Celestial, refere-se a um asterismo formado por η Aquilae, θ Aquilae, 62 Aquilae e 58 Aquilae. Consequentemente, o nome chinês de η Aquilae é 天桴四 (Tiān Fú sì, em português: a Quarta Estrela da Baqueta Celestial.)
Essa estrela, juntamente com δ Aql e θ Aql, era conhecida como Al Mizān (ألميزان), a Balança. Segundo o catálogo de estrelas no Memorando Técnico 33-507 - Um Catálogo Reduzido contendo 537 Estrelas Nomeadas, Al Mizān era o título para três estrelas: δ Aql como Al Mizān I, η Aql como Al Mizān II e θ Aql como Al Mizān III.
η Aquilae, juntamente com θ Aql, δ Aql, ι Aql, κ Aql e λ Aql, fez parte da constelação extinta Antínoo.